# Audentity
Audentity è un album in studio del compositore tedesco Klaus Schulze, pubblicato nel 1983.

## Composizione
Più ritmico e melodico rispetto agli altri titoli pubblicati in precedenza dal musicista, questo doppio album è considerato uno dei suoi titoli più accessibili. Audentity contiene oltre alle ritmiche Opheylissem e Tango-Saty, quest'ultimo un pezzo che AllMusic definisce «un fantastico animale persino troppo innaturale per lo zoo di Saint-Saëns», la più mesta Amourage, e Sebastian im traum, la traccia più atonale della carriera dell'artista.

## Pubblicazione
Un'edizione di Audentity pubblicata negli Stati Uniti, quella della Illuminated Records, presenta due tracce in meno (Cellistica e Sebasian im Traum) ed un solo disco.
Questo doppio album venne ristampato nel 2005 con una traccia bonus.

## Tracce
Tutte le tracce sono state composte da Klaus Schulze.

### Disco 1
1. Cellistica – 24:31
2. Spielglocken – 21:24
3. Sebastian im Traum – 28:21

Durata totale: 74:16

### Disco 2
1. Tango-Saty – 5:47
2. Amourage – 10:37
3. Opheylissem – 5:11
4. Gem (Bonus track) – 58:10

Durata totale: 79:45

## Formazione[4]
- Klaus Schulze - strumentazione elettronica
- Rainer Bloss - tastiere
- Wolfgang Tiepold - violoncello
- Michael Shrieve - percussioni